# Jörgen Strand
Jörgen Strand, född 15 mars 1962, åländsk politiker (Frisinnad samverkan, senare Moderat Samling för Åland).
Ledamot av Ålands lagting 1999-2011, vice lantråd och näringsminister, Ålands landskapsregering 2005-2007 och vice lantråd och finansminister, Ålands landskapsregering 2003-2005. Lagtingsledamot 2019-, kommunstyrelsens ordförande i Jomala kommun 2020-. 